# Cribropontius
Cribropontius is een geslacht van eenoogkreeftjes uit de familie van de Artotrogidae. De wetenschappelijke naam van de soort is voor het eerst geldig gepubliceerd in 1899 door Wilhelm Giesbrecht.

## Soorten
Er is slechts een soort gekend in dit geslacht:
- Cribropontius normani (Brady en Robertson, 1876) (oorspronkelijk beschreven als Dyspontius normani). Deze soort is aangetroffen in de oostelijke Atlantische Oceaan, van Madeira tot de Britse eilanden en de westkust van Noorwegen.[2]